# Station Puck
Station Puck is een spoorwegstation in de Poolse plaats Puck.